# Бжино
Бжино (пол. Brzyno) — село в Польщі, у гміні Крокова Пуцького повіту Поморського воєводства.
Населення — 629 осіб (2011).
У 1975-1998 роках село належало до Гданського воєводства.

## Демографія
Демографічна структура станом на 31 березня 2011 року:
|          | Загалом | Допрацездатний вік | Працездатний вік | Постпрацездатний вік |
| -------- | ------- | ------------------ | ---------------- | -------------------- |
| Чоловіки | 323     | 89                 | 214              | 20                   |
| Жінки    | 306     | 82                 | 178              | 46                   |
| Разом    | 629     | 171                | 392              | 66                   |